# Jennifer Worth
Jennifer Worth, nata Jennifer Lee (Clacton-on-Sea, 25 settembre 1935 – 31 maggio 2011), è stata un'infermiera, musicista e scrittrice britannica.
Ha scritto romanzi autobiografici sul suo lavoro di levatrice nel quartiere londinese di East End negli anni 1950.

## Biografia
Nata a Clacton-on-Sea, località balneare dell'Essex durante una vacanza dei genitori, Jennifer Lee cresce con la famiglia ad Amersham (contea del Buckinghamshire). Dopo aver lasciato la scuola all'età di 15 anni, frequenta un corso di stenografia e dattilografia, trovando quindi lavoro nella segreteria di presidenza di una scuola della sua città.
Segue quindi un corso come infermiera al Royal Berkshire Hospital di Reading e si sposta poi a Londra per proseguire gli studi come levatrice. Viene assunta al London Hospital, situato nel quartiere orientale londinese di Whitechapel, agli inizi del 1950. Il suo lavoro, fatto con l'aiuto delle suore anglicane della Comunità di San Giovanni il Divino (Sisters of St John the Divine), è rivolto all'assistenza dei poveri. Successivamente lavora come caposala prima al Elisabeth Garrett Anderson Hospital a Bloomsbury e poi al Marie Curie Hospital a Hampstead.
Si sposa nel 1963 con l'artista Philip Worth con cui ha due figlie. Si ritira dal lavoro nel 1973 per dedicarsi ai suoi interessi musicali (pianoforte e canto), diplomandosi nel 1974 al London College of Music ed esibendosi successivamente sia come solista che come corista in Gran Bretagna e in Europa.
Col passare degli anni il suo interesse si rivolge alla scrittura. Ammalatasi di una fastidiosa forma di eczema e di asma, nel 1997 descrive la sua esperienza nel libro Eczema and Food Allergy: The Hidden Cause?. 
L'anno successivo, traendo ispirazione da un articolo del Midwives Journal il quale affermava che quella della levatrice fosse una professione poco presente nella letteratura, decide di accettare la sfida e di scrivere un libro basato sulla sua esperienza nell'East End di Londra. Nel 2002 pubblica quindi il suo primo libro autobiografico Chiamate la levatrice (titolo originale Call the Midwife) che ottiene subito un grande successo editoriale. A questo libro seguono, nel 2005, Shadows of the Workshouse e, nel 2009, Farewell to the East End. La trilogia ha venduto più di un milione di copie nella sola Gran Bretagna.
Il quarto volume In the Midst of Life (2010) è sempre a carattere autobiografico ma incentrato sulla esperienza con l'assistenza ai malati terminali di cancro. 
Ammalatasi di tumore esofageo, Jennifer Worth è morta il 30 maggio 2011 a 75 anni.
Nel 2012 la BBC ha messo in onda una serie televisiva basata sulla trilogia intitolata, nella versione italiana, L'amore e la vita - Call the Midwife che ha riscosso un notevole successo di pubblico e critica.

## Opere
- 1997 - Eczema and Food Allergy: The Hidden Cause?
- 2002 - Chiamate la levatrice (Call the Midwife) (Sellerio, 2014)
- 2005 - Tra le vite di Londra (Shadows of the Workhouse) (Sellerio, 2015)
- 2009 - Le ultime levatrici dell'East End (Farewell to the East End) (Sellerio, 2017)
- 2010 - In the Midst of Life
- 2014 - Letters to the Midwife